# Odprto prvenstvo Francije 2004
Odprto prvenstvo Francije 2004 je teniški turnir za Grand Slam, ki je med 24. majem in 6. junijem 2004 potekal v Parizu.

## Moški posamično
Gastón Gaudio :  Guillermo Coria, 0–6, 3–6, 6–4, 6–1, 8–6

## Ženske posamično
Anastazija Miskina :  Jelena Dementjeva, 6–1, 6–2

## Moške dvojice
Xavier Malisse /  Olivier Rochus :  Michaël Llodra /  Fabrice Santoro 7–5, 7–5

## Ženske  dvojice
Virginia Ruano /  Paola Suárez :  Svetlana Kuznecova /  Jelena Lihovceva 6–0, 6–3

## Mešane dvojice
Tatiana Golovin /  Richard Gasquet :  Cara Black /  Wayne Black 6–3, 6–4